# Altmärkische Kleinbahn
| Strecke                                                   |         | von Stendal                                       | von Stendal                                       |
| Bahnhof                                                   | 0,0     | Hohenwulsch (früher Bismark Ost)                  | Hohenwulsch (früher Bismark Ost)                  |
| Abzweig ehemals geradeaus und nach rechts                 |         | nach Salzwedel                                    | nach Salzwedel                                    |
| Abzweig geradeaus und nach rechts (Strecke außer Betrieb) |         | nach Peulingen                                    | nach Peulingen                                    |
| Bahnhof (Strecke außer Betrieb)                           | 2,6     | Bismark (Altm) (früher Bismark Stadt)             | Bismark (Altm) (früher Bismark Stadt)             |
| Haltepunkt / Haltestelle (Strecke außer Betrieb)          | 8,1     | Berkau (ehem. Bf)                                 | Berkau (ehem. Bf)                                 |
| Haltepunkt / Haltestelle (Strecke außer Betrieb)          | 10,8    | Neuendorf-Karritz                                 | Neuendorf-Karritz                                 |
| Brücke über Wasserlauf (Strecke außer Betrieb)            |         | Milde                                             | Milde                                             |
| Bahnhof (Strecke außer Betrieb)                           | 15,2    | Kalbe (Milde)                                     | Kalbe (Milde)                                     |
| Abzweig geradeaus und nach links (Strecke außer Betrieb)  |         | nach Gardelegen                                   | nach Gardelegen                                   |
| Bahnhof (Strecke außer Betrieb)                           | 17,5    | Vahrholz                                          | Vahrholz                                          |
| Haltepunkt / Haltestelle (Strecke außer Betrieb)          | 20,5    | Bühne-Güssefeld                                   | Bühne-Güssefeld                                   |
| Bahnhof (Strecke außer Betrieb)                           | 24,9    | Badel (Keilbahnhof)                               | Badel (Keilbahnhof)                               |
| Abzweig geradeaus und nach rechts (Strecke außer Betrieb) |         | nach Salzwedel                                    | nach Salzwedel                                    |
| Bahnhof (Strecke außer Betrieb)                           | 29,8    | Winterfeld                                        | Winterfeld                                        |
| Abzweig geradeaus und nach rechts (Strecke außer Betrieb) |         | nach Salzwedel (Meterspur, bis 1926)              | nach Salzwedel (Meterspur, bis 1926)              |
| Bahnhof (Strecke außer Betrieb)                           | 33,7    | Apenburg                                          | Apenburg                                          |
| Bahnhof (Strecke außer Betrieb)                           | 37,4    | Hohentramm (früher Staapen-Hohentramm)            | Hohentramm (früher Staapen-Hohentramm)            |
| Abzweig geradeaus und von links (Strecke außer Betrieb)   |         | von Oebisfelde                                    | von Oebisfelde                                    |
| Bahnhof (Strecke außer Betrieb)                           | 42,30,0 | Beetzendorf                                       | Beetzendorf                                       |
| Abzweig geradeaus und nach rechts (Strecke außer Betrieb) |         | nach Salzwedel                                    | nach Salzwedel                                    |
| Bahnhof (Strecke außer Betrieb)                           | 3,9     | Rohrberg                                          | Rohrberg                                          |
| Abzweig geradeaus und nach links (Strecke außer Betrieb)  |         | nach Zasenbeck                                    | nach Zasenbeck                                    |
| Haltepunkt / Haltestelle (Strecke außer Betrieb)          | 7,1     | Stöckheim                                         | Stöckheim                                         |
| Haltepunkt / Haltestelle (Strecke außer Betrieb)          | 11,1    | Wüllmersen-Mehmke                                 | Wüllmersen-Mehmke                                 |
| Haltepunkt / Haltestelle (Strecke außer Betrieb)          | 13,9    | Dankensen-Abbendorf                               | Dankensen-Abbendorf                               |
| Bahnhof (Strecke außer Betrieb)                           | 17,2    | Diesdorf (Altm)                                   | Diesdorf (Altm)                                   |
| Abzweig geradeaus und nach rechts (Strecke außer Betrieb) |         | nach Salzwedel                                    | nach Salzwedel                                    |
| Haltepunkt / Haltestelle (Strecke außer Betrieb)          | 20,2    | Forst Vier                                        | Forst Vier                                        |
| Bahnhof (Strecke außer Betrieb)                           | 23,0    | Waddekath-Rade                                    | Waddekath-Rade                                    |
| Grenze (Strecke außer Betrieb)                            |         | seit 1945 durch Innerdeutsche Grenze unterbrochen | seit 1945 durch Innerdeutsche Grenze unterbrochen |
| Abzweig geradeaus und von links (Strecke außer Betrieb)   |         | von Oebisfelde                                    | von Oebisfelde                                    |
| Haltepunkt / Haltestelle (Strecke außer Betrieb)          | 26,5    | Wittingen Stadt                                   | Wittingen Stadt                                   |
| Kopfbahnhof Streckenende (Strecke außer Betrieb)          | 28,8    | Wittingen                                         | Wittingen                                         |

| Strecke (außer Betrieb)                                   |      | von Beetzendorf                                   | von Beetzendorf                                   |
| Bahnhof (Strecke außer Betrieb)                           | 3,9  | Rohrberg                                          | Rohrberg                                          |
| Abzweig geradeaus und nach rechts (Strecke außer Betrieb) |      | nach Wittingen                                    | nach Wittingen                                    |
| Haltepunkt / Haltestelle (Strecke außer Betrieb)          | 6,8  | Ahlum                                             | Ahlum                                             |
| Haltepunkt / Haltestelle (Strecke außer Betrieb)          | 9,0  | Rittergut Nieps                                   | Rittergut Nieps                                   |
| Haltepunkt / Haltestelle (Strecke außer Betrieb)          | 11,5 | Lüdelsen                                          | Lüdelsen                                          |
| Bahnhof (Strecke außer Betrieb)                           | 14,5 | Jübar                                             | Jübar                                             |
| Haltepunkt / Haltestelle (Strecke außer Betrieb)          | 17,9 | Hanum                                             | Hanum                                             |
| Grenze (Strecke außer Betrieb)                            |      | seit 1945 durch Innerdeutsche Grenze unterbrochen | seit 1945 durch Innerdeutsche Grenze unterbrochen |
| Abzweig geradeaus und von rechts (Strecke außer Betrieb)  |      | von Wittingen                                     | von Wittingen                                     |
| Bahnhof (Strecke außer Betrieb)                           | 20,0 | Zasenbeck                                         | Zasenbeck                                         |
| Strecke (außer Betrieb)                                   |      | nach Oebisfelde                                   | nach Oebisfelde                                   |

| Strecke                                                   |      | von Oebisfelde                        | von Oebisfelde                        |
| Bahnhof                                                   | 0,0  | Gardelegen Südost                     | Gardelegen Südost                     |
| Abzweig ehemals geradeaus und nach rechts                 |      | nach Stendal                          | nach Stendal                          |
| Abzweig geradeaus und nach rechts (Strecke außer Betrieb) |      | nach Haldensleben                     | nach Haldensleben                     |
| Haltepunkt / Haltestelle (Strecke außer Betrieb)          | 1,8  | Gardelegen Stendaler Tor              | Gardelegen Stendaler Tor              |
| Bahnhof (Strecke außer Betrieb)                           | 2,6  | Gardelegen Salzwedeler Tor            | Gardelegen Salzwedeler Tor            |
| Brücke über Wasserlauf (Strecke außer Betrieb)            |      | Milde                                 | Milde                                 |
| Haltepunkt / Haltestelle (Strecke außer Betrieb)          | 4,8  | Ackendorf                             | Ackendorf                             |
| Bahnhof (Strecke außer Betrieb)                           | 6,1  | Berge                                 | Berge                                 |
| Haltepunkt / Haltestelle (Strecke außer Betrieb)          | 7,1  | Laatzke                               | Laatzke                               |
| Bahnhof (Strecke außer Betrieb)                           | 8,6  | Estedt                                | Estedt                                |
| Bahnhof (Strecke außer Betrieb)                           | 11,8 | Wiepke                                | Wiepke                                |
| Bahnhof (Strecke außer Betrieb)                           | 13,8 | Groß-Engersen Kreuzung Schmalspurbahn | Groß-Engersen Kreuzung Schmalspurbahn |
| Abzweig geradeaus und von links (Strecke außer Betrieb)   |      | von Klötze                            | von Klötze                            |
| Bahnhof (Strecke außer Betrieb)                           | 17,4 | Wernstedt                             | Wernstedt                             |
| Abzweig geradeaus und von rechts (Strecke außer Betrieb)  |      | von Beetzendorf                       | von Beetzendorf                       |
| Bahnhof (Strecke außer Betrieb)                           | 21,3 | Kalbe (Milde)                         | Kalbe (Milde)                         |
| Strecke (außer Betrieb)                                   |      | nach Hohenwulsch                      | nach Hohenwulsch                      |

| Strecke (außer Betrieb)                                   |      | von Oebisfelde                    | von Oebisfelde                    |
| Bahnhof (Strecke außer Betrieb)                           | 0,0  | Klötze                            | Klötze                            |
| Abzweig geradeaus und nach links (Strecke außer Betrieb)  |      | nach Salzwedel                    | nach Salzwedel                    |
| Haltepunkt / Haltestelle (Strecke außer Betrieb)          | 1,9  | Klötze Nord                       | Klötze Nord                       |
| Haltepunkt / Haltestelle (Strecke außer Betrieb)          | 4,0  | Hohenhenningen                    | Hohenhenningen                    |
| Bahnhof (Strecke außer Betrieb)                           | 6,0  | Lockstedt                         | Lockstedt                         |
| Bahnhof (Strecke außer Betrieb)                           | 7,6  | Neuendorf                         | Neuendorf                         |
| Haltepunkt / Haltestelle (Strecke außer Betrieb)          | 9,5  | Brüchau, zunächst: Ziegelei Mosel | Brüchau, zunächst: Ziegelei Mosel |
| Bahnhof (Strecke außer Betrieb)                           | 11,4 | Kakerbeck                         | Kakerbeck                         |
| Bahnhof (Strecke außer Betrieb)                           | 14,3 | Winkelstedt                       | Winkelstedt                       |
| Haltepunkt / Haltestelle (Strecke außer Betrieb)          | 17,1 | Faulenhorst                       | Faulenhorst                       |
| Abzweig geradeaus und nach rechts (Strecke außer Betrieb) |      | bis 1921 nach Groß Engersen       | bis 1921 nach Groß Engersen       |
| Abzweig geradeaus und von rechts (Strecke außer Betrieb)  |      | von Gardelegen                    | von Gardelegen                    |
| Bahnhof (Strecke außer Betrieb)                           | 18,5 | Wernstedt                         | Wernstedt                         |
| Strecke (außer Betrieb)                                   |      | nach Kalbe (Milde)                | nach Kalbe (Milde)                |

| Strecke (außer Betrieb)                          |      | von Wernstedt               | von Wernstedt            |
| Bahnhof (Strecke außer Betrieb)                  | 21,6 | Groß-Engersen               | Groß-Engersen            |
| Kreuzung (Strecken außer Betrieb)                |      | Gardelegen–Kalbe (Milde)    | Gardelegen–Kalbe (Milde) |
| Bahnhof (Strecke außer Betrieb)                  | 25,7 | Schenkenhorst               | Schenkenhorst            |
| Brücke über Wasserlauf (Strecke außer Betrieb)   |      | Milde                       | Milde                    |
| Bahnhof (Strecke außer Betrieb)                  | 29,1 | Algenstedt                  | Algenstedt               |
| Bahnhof (Strecke außer Betrieb)                  | 32,2 | Cassieck                    | Cassieck                 |
| Bahnhof (Strecke außer Betrieb)                  | 36,0 | Lindstedt                   | Lindstedt                |
| Bahnhof (Strecke außer Betrieb)                  | 37,9 | Seethen                     | Seethen                  |
| Bahnhof (Strecke außer Betrieb)                  | 38,6 | Lotsche                     | Lotsche                  |
| Bahnhof (Strecke außer Betrieb)                  | 41,9 | Klinke                      | Klinke                   |
| Bahnhof (Strecke außer Betrieb)                  | 43,4 | Deetzer Warthe              | Deetzer Warthe           |
| Bahnhof (Strecke außer Betrieb)                  | 44,7 | Käthen                      | Käthen                   |
| Kopfbahnhof Streckenende (Strecke außer Betrieb) | 46,5 | Vinzelberg                  | Vinzelberg               |
|                                                  |      | nach Stendal und Oebisfelde |                          |

Die Altmärkische Kleinbahn AG entstand 1927 durch die Fusion der Kleinbahn-AG Bismark-Gardelegen-Wittingen mit der Strecke Klötze–Wernstedt der Altmärkischen Kleinbahn GmbH. Ab 1943 firmierte die Gesellschaft unter dem Namen Altmärkische Eisenbahn-AG, ehe die Strecken nach drei Jahren staatlicher Zwangsverwaltung im April 1949 der Deutschen Reichsbahn zugeteilt wurden. Die Altmärkische Kleinbahn AG war mit einer Streckenlänge von 127 Kilometern das bedeutendste Unternehmen der an Kleinbahnen reichen Landschaft im Norden des heutigen Landes Sachsen-Anhalt. Alle Stationen verfügten anfangs aufgrund des hohen Güteraufkommens über mindestens ein Ladegleis und waren somit nach heutiger Definition Bahnhöfe.

## Geschichte
Die Keimzelle der Altmärkischen Eisenbahn-AG war die „AG Kleinbahn Bismark-Calbe-Beetzendorf“, die ab 1. Januar 1904 als „AG Kleinbahn Bismark-Calbe-Beetzendorf-Diesdorf“ firmierte. Sie vereinigte sich am 5. November 1904 mit der „Kleinbahn-AG Gardelegen-Calbe an der Milde“ zur „Kleinbahn-AG Bismark-Gardelegen-Diesdorf“, die sich ab 30. Oktober 1908 „Kleinbahn-AG Bismark-Gardelegen-Wittingen“ nannte. Daraus entstand am 21. Dezember 1927 nach der Fusion mit der „Altmärkischen Kleinbahn-GmbH“ in Klötze die „Altmärkische Kleinbahn AG“. Erst ab 30. Juli 1943 hieß sie dann „Altmärkische Eisenbahn-AG“. Sie hatte ihren Unternehmenssitz in Merseburg, die Betriebsleitung befand sich in Calbe an der Milde, wie die Stadt bis zur Umbenennung in Kalbe/Milde im Jahre 1952 hieß.

### AG Kleinbahn Bismark–Calbe–Beetzendorf–Diesdorf
Am 7. September 1899 wurde die AG Kleinbahn Bismark–Calbe–Beetzendorf unter Beteiligung des preußischen Staates (25 %), der Provinz Sachsen (25,9 %), der Kreise Salzwedel (8,8 %) und Stendal (4,4 %), von 25 Städten und Gemeinden (20,1 %) sowie der Bahnbau-Gesellschaft Lenz & Co GmbH (15,8 %) gegründet, die die Betriebsführung übernahm.
Schon am 18. Dezember 1899 konnte die erste Strecke eröffnet werden, die von Bismark Anschlussbahnhof an der Hauptbahn Stendal–Salzwedel (betrieben seit 1870) in westlicher Richtung über Bismark Stadtbahnhof nach Calbe an der Milde, dem Sitz der Gesellschaft, führte. Von hier aus ging es weiter über Badel nach Beetzendorf an der Staatsbahnstrecke Oebisfelde–Salzwedel. Die Fortsetzung über Rohrberg nach Diesdorf, die sich in einer Änderung des Namens der Firma niederschlug, folgte am 24. Dezember 1903. Damit war die normalspurige Strecke 59 km lang.

### Kleinbahn-AG Gardelegen–Calbe
Die Kleinbahn-AG Gardelegen–Calbe an der Milde, an der der Staat und die Provinz zu etwa je einem Drittel neben weiteren Aktionären beteiligt waren, nahm ihre 21 Kilometer lange Strecke, die von Gardelegen an der Hauptbahn Stendal–Oebisfelde (betrieben seit 1871) nach Norden zum Knotenpunkt Calbe führte, am 25. März 1904 in Betrieb. Ihre Selbständigkeit währte nur ein halbes Jahr bis zur Fusion mit der älteren Gesellschaft, die sich nun Kleinbahn-AG Bismark–Gardelegen–Diesdorf nannte. Die erneute Änderung des Namens der Firma in Kleinbahn-AG Bismark–Gardelegen–Wittingen am 30. Oktober 1908 war ein Vorgriff auf die Erweiterung des Netzes um den 12 km langen Abschnitt Diesdorf–Wittingen, der ab 1. August 1909 ebenso in die Provinz Hannover führte wie ein Abzweig von Rohrberg nach Zasenbeck (16 km), der am 1. Oktober 1911 in Betrieb ging.

### Altmärkische Kleinbahn-GmbH
Den passenden Namen für das inzwischen auf eine Länge von 108 km gewachsene Netz brachte aber erst die Fusion mit der Altmärkischen Kleinbahn GmbH. Diese war schon am 15. Juli 1896 von der Stadt Klötze mit 77 % und dem Kreis Gardelegen mit 23 % der Anteile gegründet worden. Sie hatte am 21. August 1897 von der Kreisstadt Klötze an der Staatsbahn Salzwedel–Oebisfelde eine Kleinbahnstrecke nach Faulenhorst (17 km) eröffnet, deren Weiterführung sich aus finanziellen Gründen erheblich verzögerte. So erreichte sie am 11. November 1897 Wernstedt und am 16. Januar 1898 Groß Engersen, wo erst 1904 die Kleinbahn Gardelegen–Calbe kreuzte.
Von hier ging es am 29. September 1899 bis Algenstedt, am 22. November 1900 bis Lindstedt und schließlich am 14. Juli 1901 mit Güterverkehr bis Vinzelberg an der Hauptbahn Stendal–Oebisfelde weiter; der Personenverkehr folgte am 25. August 1901. Die somit insgesamt 47 km lange Bahn war allerdings aus Kostengründen in der Spurweite von 750 mm ausgeführt worden.
Ab 1907 wurde die Altmärkische Kleinbahn zusammen mit zahlreichen anderen Kleinbahnen von der neugegründeten Kleinbahnabteilung des Provinzialverbandes Sachsen in Merseburg verwaltet.
Die wirtschaftlichen Schwierigkeiten nach dem Ersten Weltkrieg, die sich auf eine wenig leistungsfähige Schmalspurbahn besonders negativ auswirkten, veranlassten die Leitung der Altmärkischen Kleinbahn GmbH zu wirkungsvollen Maßnahmen, um dieser Entwicklung entgegenzusteuern. In zwei Etappen wurde die Strecke Klötze–Wernstedt, wo jetzt die Verbindung zur Strecke Gardelegen–Calbe stattfand, auf Normalspur umgestellt, am 17. März 1921 ab Kakerbeck und am 20. Juni 1922 ab Klötze. Auf dem östlichen Abschnitt Groß Engersen–Vinzelberg endete der Gesamtbetrieb mit dem Jahresende 1921. Er war durch die 1904 erbaute Verbindung zur Hauptbahn bei Gardelegen überflüssig geworden.
Ein weiterer Schritt zur Konsolidierung war die Fusion mit der größeren Gesellschaft, die fortan ein Netz von 127 km Normalspurstrecken umfasste und nun den Namen Altmärkische Kleinbahn AG annehmen konnte. Neben vier Anschlüssen an die Deutsche Reichsbahn in Beetzendorf, Bismark, Gardelegen und Klötze gab es unmittelbare Verbindungen zur Stendaler Kleinbahn in Bismark, zu den Salzwedeler Kleinbahnen in Badel und Diesdorf, zur Kleinbahn Wittingen–Oebisfelde in Wittingen und Zasenbeck sowie zur Kleinbahn Gardelegen–Neuhaldensleben in Gardelegen. Betriebsmittelpunkt war stets der Bahnhof Calbe an der Milde, von dem zeitweise Züge in fünf Richtungen ausgingen.
Hauptaktionäre mit je 34,3 % waren (1940) der Preußische Staat und die Provinz Sachsen. Kleine Aktienpakete hielten die Kreise Salzwedel, Stendal, Gardelegen und Gifhorn sowie zahlreiche Gemeinden. In privatem Besitz befanden sich nur sehr kleine Anteile.

## Teil der Deutschen Reichsbahn

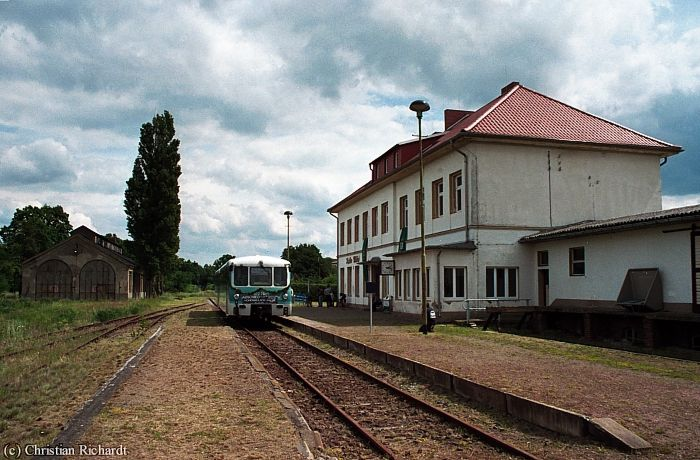
Schienenbus der Baureihe 771 im Bahnhof Kalbe (Milde), 2001

Wie alle anderen Klein- und Privatbahnen in der Sowjetischen Besatzungszone wurde auch die Altmärkische Kleinbahn im Sommer 1946 unter staatliche Zwangsverwaltung gestellt und die Betriebsführung ab der Jahreswende 1946/1947 der Sächsischen Provinzbahnen GmbH übertragen. Über die Vereinigung Volkseigener Betriebe (VVB) des Verkehrswesens der Provinz Sachsen-Anhalt wurden die Strecken der Kleinbahn am 1. April 1949 der Deutschen Reichsbahn zugeschlagen.
Bis zu diesem Zeitpunkt waren nur die Teilstrecken Diesdorf–Wittingen und Hanum–Zasenbeck, welche die neue Zonengrenze querten, am 1. Juli 1945 stillgelegt worden. Der Verkehr zwischen Hanum und Zasenbeck war aber bereits 1943 eingestellt worden. Die weiteren Einschränkungen des Betriebs zogen sich dann über Jahrzehnte hin.
Der Personenverkehr von Rohrberg zum Grenzort Hanum endete am 27. November 1961; im Güterverkehr wurde Hanum noch bis zum Jahresende 1968 bedient, dann war noch der Abschnitt bis Jübar bis zum 27. April 1975 in Betrieb.
Auf der Strecke Gardelegen–Wernstedt wurde der Personenverkehr am 23. September 1967 und der Güterverkehr am 26. Mai 1968 eingestellt. Die Verbindung Klötze–Wernstedt–Kalbe (Milde) folgte am 28. Juni beziehungsweise 31. Juli 1970.
Am längsten blieb die Stammstrecke in Betrieb: So wurden zwischen Kalbe (Milde) und Beetzendorf noch bis 10. März 1991 Personen und bis Jahresende 1993 Güter befördert. Der schlechte Zustand der Strecke hatte zuvor schon ein attraktives Angebot verhindert, die Triebwagen waren zwischen Kalbe und Beetzendorf eine Stunde unterwegs. Ein Jahr später endete der Güterverkehr auch auf dem 15 km langen Reststück von Bismark Ost (seit 1951 Hohenwulsch) nach Kalbe (Milde), der Personenverkehr wurde noch bis zum 9. Juni 2001 angeboten.

## Fahrzeuge

### Lokomotiven
Die Altmärkische Kleinbahn GmbH setzte auf ihrer schmalspurigen Strecke Klötze–Vinzelberg insgesamt sechs Lokomotiven ein. Sie konnten eine Höchstgeschwindigkeit von 25 km/h erreichen.
| Nr.     | Bauart  | Hersteller, Baujahr | Bemerkung                                             |
| ------- | ------- | ------------------- | ----------------------------------------------------- |
| 1 und 2 | C n2t   | Hanomag 1897        |                                                       |
| 3       | C1’ n2t | Krauss 1900         | ab 1905 bei den Köslin–Belgarder Bahnen als Nr. 5     |
| 3II     | B n2t   | Borsig 1906         | bereits 1911 nicht mehr im Bestand                    |
| 4 und 5 | C n2t   | Hanomag 1902, 1910  | Lenz-Typ o, 1928 an die Rügensche Kleinbahn verkauft. |

Die nachfolgende Tabelle zeigt die regelspurigen Lokomotiven der Altmärkischen Kleinbahn AG. Die maximal zulässige Höchstgeschwindigkeit betrug zunächst 30 km/h, nach Einbau einer durchgehenden Druckluftbremse konnte diese auf 50 km/h auf der Strecke Bismark–Beetzendorf und 40 km/h auf den anderen Strecken heraufgesetzt werden. Im Jahr 1937 wurden in Kalbe (Milde) bis zu neun und in Diesdorf und Zasenbeck jeweils eine Lokomotive stationiert.
| Nr.  | DR-Nr.  | Bauart    | Baujahr | Hersteller   | Bemerkungen                                                                                           |
| ---- | ------- | --------- | ------- | ------------ | --- |
| 1    | 98 6202 | B n2t     | 1899    | Hohenzollern | 1958 an die Förderanlage Köthen verkauft.                                                             |
| 2    | 98 6203 | B n2t     | 1899    | Hohenzollern | 1962 ausgemustert.                                                                                    |
| 3    | –       | B n2t     | 1899    | Hohenzollern | |
| 4    | –       | B n2t     | 1899    | Hohenzollern | |
| 5    | –       | B n2t     | 1903    | Hagans       | geliefert für die Kleinbahn-AG Bismark–Diesdorf                                                       |
| 6    | 98 6102 | B n2t     | 1910    | Henschel     | 1960 an die Langensalzaer Kleinbahn verkauft.                                                         |
| 7    | 98 6217 | B n2t     | 1910    | Henschel     | 1957 an das Magnesitwerk Aken verkauft.                                                               |
| 8    | 98 6277 | C h2t     | 1914    | Henschel     | 1967 ausgemustert.                                                                                    |
| 9    | 89 6278 | C h2t     | 1914    | Henschel     | 1967 ausgemustert.                                                                                    |
| 10   | 89 6279 | C h2t     | 1925    | Henschel     | 1967 ausgemustert.                                                                                    |
| 11   | –       | B n2t     | 1903    | Hagans       | geliefert für die Kleinbahn-AG Gardelegen–Calbe, 1915/16 verkauft an Kleinbahn AG Könnern–Rothenburg. |
| 11II | 89 6006 | C n2t     | 1897    | Hagans       | Preußische T 3, ehemals KED Erfurt, ausgemustert 1965.                                                |
| 12   | –       | B n2t     | 1903    | Hagans       | geliefert für die Kleinbahn-AG Gardelegen–Calbe, 1915/16 verkauft an Kleinbahn AG Könnern–Rothenburg. |
| 12II | –       | C n2t     | 1897    | Hagans       | Preußische T 3, ehemals KED Erfurt, 1924 angekauft durch die Kleinbahn-AG Bismark–Wittingen.          |
| –    | 89 6007 | C n2t     | 1898    | Jung         | Preußische T 3, 1924 aus Magdeburg angekauft, 1967 ausgemustert.                                      |
| –    | 89 6281 | C h2t     | 1929    | Henschel     | 1965 ausgemustert.                                                                                    |
| –    | 89 6376 | C h2t     | 1931    | Henschel     | 1965 ausgemustert.                                                                                    |
| –    | 75 6687 | 1’C1’ h2t | 1942    | Henschel     | 1968 ausgemustert.                                                                                    |

Ab Mitte der 1930er Jahre wurden auch Triebwagen (T 2, T 3) eingesetzt.
Nach Übernahme der Strecken durch die Deutsche Reichsbahn kamen auch Lokomotiven der DR-Baureihe 64 und der DR-Baureihe 91 zum Einsatz. Der Lokbahnhof Kalbe (Milde) war fortan Teil des Bahnbetriebswerkes Salzwedel. Im September 1975 endete schließlich mit der Ausmusterung der 64 1212 der planmäßige Betrieb von Dampflokomotiven.
Auf dem letzten verbliebenen Streckenabschnitt Beetzendorf–Hohenwulsch wurden nun bis zur Einstellung der Betriebs vor allem Triebwagen der DR-Baureihe 171 – die später bei der DB als Baureihe 771 geführt wurden – eingesetzt.

### Wagen
Die Personenzüge wurden in der Regel aus einer Lokomotive, einem Gepäckwagen und zwei bis vier Personenwagen gebildet.
Für den Güterverkehr standen 1928 insgesamt 46 Wagen zur Verfügung: 14 O-Wagen, 25 G-Wagen, drei Langholzwagen und vier X-Wagen. Der Bestand vergrößerte sich zeitweise auf über 80 Güterwagen.

## Erwähnenswertes
Die Strecke der Altmärkischen Kleinbahn findet indirekt Erwähnung im Sketch "Die Reisebekanntschaft" des Komikerduos Herricht & Preil. Neben dem mehrfach erwähnten Ort Hohenwulsch liest Rolf Herricht darin einen Kursverlauf aus einem Kursbuch der Reichsbahn vor. Genannt werden die Stationen Bismarck und Kalbe an der Milde. Aus vermutlich komödiantischen Gründen erfolgt die Nennung zunächst in umgekehrter Reihenfolge, außerdem werden die Haltepunkte Neuendorf-Karritz und Berkau unterschlagen. Zu einem späteren Zeitpunkt liest Herricht erneut aus dem Kursbuch vor und es erfolgt die Nennung der Stationen Hohenwulsch, Neuendorf, Berkau und Kalbe, wo der fiktive Zug endet. (Dieses Mal wird die Station Bismark unterschlagen.)

## Überlieferung
Die Überlieferung der Altmärkischen Kleinbahn befindet sich in der Abteilung Dessau des Landesarchivs Sachsen-Anhalt.